# Dorothea Fuhrmann
Dorothea Fuhrmann (* 1930 in Sonneberg; † 5. November 2022) war eine deutsche Spielmittel-Gestalterin, Malerin und Zeichnerin.

## Leben und Werk
Dorothea Fuhrmann absolvierte eine Lehre als Bankkauffrau und arbeitete von 1957 bis 1968 als Sachbearbeiterin in der Abteilung Ausland der Deutschen Notenbank in Sonneberg. Nachdem sie 1968 an der Abendoberschule Sonneberg das Abitur erworben hatte, studierte sie bis 1973 bei Erwin Andrä in der Fachrichtung Spielmittel der Hochschule für industrielle Formgestaltung Halle – Burg Giebichenstein. Als Studienarbeiten entwarf sie 1972 eine Stehauf-Figur mit Steckelementen (Polystyrol, Höhe 35 cm) und die Baby-Puppe Julchen (Höhe 25 cm).
Dorothea Fuhrmann hatte an der Hochschule dann bis 1975 eine Aspirantur bei Lothar Zitzmann und von 1975 bis 1990 an der Sektion I einen Lehrauftrag für Grundlagenaufgaben. Sie war bis 1990 Mitglied des Verbands Bildender Künstler der DDR und 1972/1973 und 1977/1978 auf der VII. und VIII. Kunstausstellung der DDR in Dresden vertreten. 1977/1978 zeigte sie ein Schaukel- und Schwimmtier Fisch aus PUR-Hartschaum.
Ab 1993 gehörte Dorothea Fuhrmann dem Berufsverband Bildender Künstler Sachsen-Anhalt an. Ab 1994 war sie wissenschaftlich-künstlerische Mitarbeiterin und dann bis 1999 Lehrbeauftragte für Naturstudium und Kompositionslehre an der Burg Giebichenstein.
Nach dem Ausscheiden aus dem Hochschuldienst arbeitete sie in Halle freischaffend als Malerin und Zeichnerin, wobei sie bei ihren Gemälden Mischtechniken auf Papier bevorzugte. Sie hatte seit der deutschen Wiedervereinigung eine bedeutende Zahl von Einzelausstellungen und Ausstellungsbeteiligungen, u. a. 1994 an der 2. Landeskunstschau Sachsen-Anhalt und 2005 an der Sächsischen Landeskunstausstellung in Leipzig.

## Museen und öffentliche Sammlungen mit Werken Dorothea Fuhrmanns (Auswahl)
- Coburg: Kunstsammlung der Veste Coburg
- Halle/Saale: Händel-Haus
- Magdeburg: Kunstsammlung des Ministeriums für Arbeit und Soziales von Sachsen-Anhalt